# Адино
Адино — деревня в Меленковском районе Владимирской области. Входит в состав Тургеневского сельского поселения.

## Климат
Климат умеренно континентальный. Лето теплое. Зима в меру холодная. Ярко выражены весна и осень.

## Природные ресурсы
В окрестностях деревни произрастает широкое разнообразие видов сосудистых растений. Населённый пункт окружен смешанными лесами.

## История
Деревня впервые упоминается в окладных книгах 1676 года в составе Иговского прихода, в ней числилось 16 дворов крестьянских. По преданию в деревне существовала церковь во имя Святого Великомученика Георгия.
В конце XIX — начале XX века деревня входила в состав Тургеневской волости Меленковского уезда, с 1926 года — в составе Усадской волости Муромского уезда. В 1926 году в деревне числилось 279 дворов. 
С 1929 года деревня являлась центром Адинского сельсовета Ляховского района, с 1954 года — в составе Селинского сельсовета, с 1963 года — в составе Меленковского района, с 2005 года — в составе Тургеневского сельского поселения.

## Население
| 1859 | 1897 | 1905  | 1926  | 2002 | 2010 | 2021 |
| ---- | ---- | ----- | ----- | ---- | ---- | ---- |
| 659  | ↗869 | ↗1297 | ↗1304 | ↘384 | ↘274 | ↘248 |